# لانتانا سواتية
لانتانا سواتية (الاسم العلمي: Lantana soatensis) هي نوع نباتي يتبع جنس اللانتانا من فصيلة اللويزية.